# Бурда (Бихор)
Бурда (рум. Burda) насеље је у Румунији у округу Бихор у општини Будуреаса. Oпштина се налази на надморској висини од 312 m.

## Становништво
Према подацима из 2002. године у насељу је живело 413 становника, од којих су сви румунске националности.